# Jus de grenouille

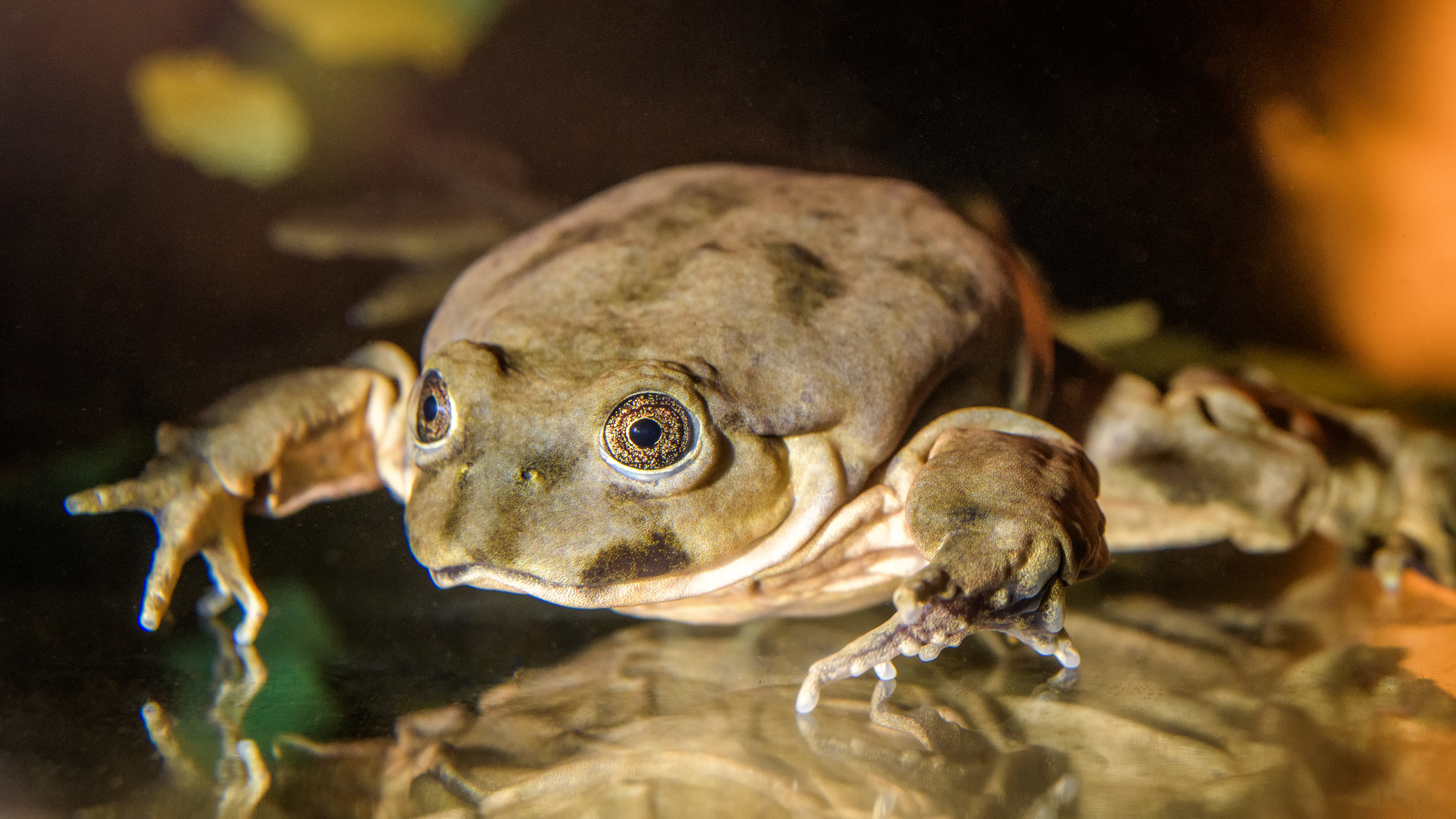
Une grenouille du lac Titicaca au zoo de Prague.

Le jus de grenouille, en espagnol Jugo de Rana, est une boisson péruvienne et bolivienne à base de grenouille,,. Sa préparation consiste à tuer une grenouille Telmatobius culeus, (extraite du lac Titicaca et une espèce en danger critique d'extinction depuis 2004}, la vider et à la mixer afin de la mélanger à une vingtaine d'autres ingrédients tels que des haricots, du miel, de l'aloe vera, du malt, de la maca ou encore des œufs ou de l’eau chaude.
Ce breuvage est réputé pour guérir toute une série de maux, notamment l'anémie, la fièvre, la tuberculose, la typhoïde et même l'infertilité féminine, bien qu'il n'y ait aucune preuve scientifique pour confirmer de tels bienfaits ou encore qui sont susceptibles de provoquer des maladies chez l'homme et une source possible d'infections (Chero et. al. 2014, Murillo et al. 2019),,.
« Dans une revue systématique de 13 publications et rapports sur les grenouilles de ce genre réalisée par une équipe de WCS, la présence d'au moins 18 bactéries telles que Vibrio cholerae, Salmonella et Aeromonas ; et des parasites tels que Cryptosporidium ou encore Balantidium, tous à potentiel zoonotique, c'est-à-dire capables de produire des maladies chez l'homme qui affectent principalement le système gastro-intestinal ».

## Sources